# Adelpha paroeca
Adelpha paroeca is een vlinder uit de onderfamilie Limenitidinae van de familie Nymphalidae. De wetenschappelijke naam van de soort werd als Heterochroa paroeca in 1864 gepubliceerd door Henry Walter Bates.